# 2016年台灣詐騙集團成員涉嫌電信詐騙案
2016年台灣詐騙集團成員涉嫌電信詐騙案，為一連樁位於肯亞、亞美尼亞等地涉嫌電信詐騙的刑事案件。2016年4月的一場由台湾詐騙集團成員在第三地被抓獲而引起的刑事案件。因牽涉到持有中華民國國籍的電信詐騙集團成員或在國外犯罪所相关的管辖权、主權等问题而被臺灣媒体广泛关注。

## 事件概要
2014年11月29日，肯亞警方在當地一民居內發現大量涉嫌用於電信詐騙犯罪的電子通訊設備，有28名台灣人、48名中華人民共和國公民以及1名泰國人在肯亞因涉入電信詐騙案被捕，他們被指從肯亞首都奈洛比設立詐騙窩點，向北京、江蘇、湖南、四川等9省、直轄市撥打網路電話，冒充中國大陸公檢法機關大肆進行詐騙，被騙群眾達100餘人，涉案總金額超過人民幣一億多元。
2016年4月5日，肯亞法院宣判第一批37名被告（其中23名為台灣籍，14名為中華人民共和國公民）「無照經營電信業」和「無照使用無線電信設備」無罪，但是需要限制住居並須於21日內離境。
2016年4月8日，肯亞警方再破獲華人詐騙集團，包含19名中華人民共和國公民、22名台灣人，肯尼亚执法部门经审查，决定将上述人员中的32名大陆犯罪嫌疑人和45名台湾犯罪嫌疑人遣返中国大陆。
2016年4月8日，中華人民共和國机关介入，其中8名在肯尼亚獲判無罪的台灣人被送往中国大陆的廣州市，由大陆公安部門進行逮捕及審訊，而留在肯亞的15名台灣人，中华民国外交部向肯亞法院申請禁制令、暫時留在警局，等候至4月13日聽審。
2016年4月12日，該15名台灣人遭肯亞警方無視肯亞法院禁制令攻堅，抵抗兩小時無效後，連同第二批22名台灣人被北京当局工作人员帶至北京，其中1名獲判無罪的泰國人被遣返回泰國。
|                   | 中華人民共和國籍犯罪嫌疑人 | 中華民國籍犯罪嫌疑人 | 中華民國籍且持有美國籍 |
| ----------------- | -------------------------- | -------------------- | ---------------------- |
| 第一批（4月9日）  | 2人                        | 7人                  | 1人                    |
| 第二批（4月13日） | 30人                       | 37人                 |                        |

2016年8月26日詐騙集團的成員在亞美尼亞落網，且被查扣相關電信器材與護照。2016年9月7日，亞美尼亞警方將129名涉及跨境電信詐騙的嫌犯（其中包含78名台灣詐騙集團成員，約佔總遣返人數的百分之六十，51名成員為中華人民共和國公民）全數遣送中華人民共和國。

## 各方政府反应

### 中华人民共和国
中华人民共和国政府認為该事件中的受害人全部为中華人民共和國居民，适合其司法管辖权，否認強行帶走的說法。
- 國台辦發言人安峰山表示，先前两岸联合打击电信诈骗，犯罪嫌疑人遣送回台湾后往往未得到应有惩处，刚押解回台就获释，继而流窜至其他国家继续从事诈骗作案。导致以台湾犯罪嫌疑人为骨干的电信诈骗犯罪团伙屡禁不绝。[12]其表示，有台湾诈骗集团骗走政府的扶贫款项和农民工工资，有人甚至因被骗而自杀。因有不少老人、学生、农民工等社会弱势群体被骗后处境凄惨，故大陆民众深感不满，强烈要求打击台湾电信诈骗罪犯。

- 公安部在通报中表示，肯案中受害人全部为大陆居民。故司法部门有相应的司法管辖权，北京等地公安机关已经立案侦查。并承诺将进展情况及时向台方通报，同时邀请台湾警政司法部门到大陆研商共同打击电信诈骗犯罪。[13]

- 官方媒体环球时报发表评论，引用2010、2011年两岸联合打击诈骗犯罪的行动中，分别遣送14名和472名台湾诈骗犯回台湾。但多被判缓刑甚至易科罚金，严重打击大陆检警士气，也让大陆不愿意再就此与台方合作。[14]

- 新华社4月15日专访两名简姓和张姓台湾籍嫌犯，两人供述了在诈骗集团中的细节，具体分赃规则等，并表示后悔。随后发布了“打打電話為何能騙走百億錢款？台灣電信詐騙犯罪嫌疑人揭秘詐騙黑幕”的报道，痛批台湾司法对诈骗犯罪的量刑过轻，致使台湾人境外诈骗猖獗。[15][16]

- 4月17日，北京海澱看守所安排《旺報》，全程旁聽劉姓嫌犯被問訊的過程。劉嫌母親稱兒子無罪，隔空質問張志軍為何沒有證據就抓人，並得到周玉蔻、黃國昌等人的支持。劉嫌承認由於擔任雷達兵，被詐騙集團相中，多次於埃及和肯亞行騙，負責以網路平臺發出語音電話，並將獲利匯給前妻。[17]

### 中華民國
中華民國政府將该事件定調為中華人民共和國政府强行带走台湾居民。
- 4月6日，中華民國外交部指示駐南非共和國台北聯絡代表處力洽肯亞警方依法院判決放人，勿遣送到中國大陸，並請肯亞依台灣與中國大陸在東南亞合作模式案例，各自遣返己方人員，務必讓23人於期限內順利離境返國。
- 4月8日，中華民國外交部駐南非代表處已請涉案國人的辯護律師向肯亞法院具狀控告肯亞內政部長、警政署長與檢察總長等人，放任肯亞警方藐視法院判決、強行扣留我國人超過二十四小時，並違法配合陆方人員將我國人遣送至中國大陸。同時，駐南非代表處也以肯亞警方違法、違憲拘留及中方強行押走八人有違人權甚至觸犯擄人罪為由，向肯亞國家人權委員會請求協助，對方一位專員已將請求轉請肯亞獨立警察監督機構調查。
- 4月11日，中華民國總統馬英九主持兩岸與國際小組會議，國安會、行政院、陸委會、法務部、外交部等部會首長皆出席，針對該案進行討論。府方人士轉述，馬總統在會中裁示，陸委會應持續和陸方溝通，並要求陸方儘速放人；另外也要求法務部即刻與陸方展開協商，進行後續處理。
- 4月12日上午十點十五分，中國國民黨立法院黨團舉行「又是肯亞、又是電信詐騙」記者會，出席的有江啟臣、李彥秀、王育敏。會後，有一位家屬劉媽媽表示，肯亞警方為了開門，用棍子、熱水及消防水柱噴，後來還動用鎚子敲打牆壁，過程中也有拿槍，她與兒子的最後一通電話是在11時13分，說「門已經開了，要被帶走了」。她還說，之前判決無罪的37人中，有1名泰國人，如今這個泰國人已經回國，可是無罪的台灣人卻要被送往大陆。但肯亞反駁台灣方面的指控，肯亞內政部發言人恩喬卡說：「沒有發生這樣的事情。」肯亞內政部發言人說：「如果他們不合作，警方有義務確保他們配合驅逐遣送。」[18]事後大陸電視台播出劉嫌對著鏡頭認錯，坦承自己去肯亞確實是從事電信詐騙。劉媽媽得知後，向社會大眾道歉，表示「自己家庭教育失敗」。[19]
- 4月12日，总统马英九表示，法務部、陸委會儘早派人到大陸釐清、調查案情，同時也請法務部把法律背景向國人清楚說明。馬英九認為，陸方強行帶走我國國民、未事先通知我方，有違程序正義，政府已向陸方嚴正抗議。我方將盡最大努力保護國民，並請相關單位應密切注意，確保不再有陸方強行帶走我國人的事件發生[20]。
- 4月12日，準總統蔡英文呼籲北京釋放遭到關押的台灣人民，讓爭議儘速落幕，維持兩岸關係的正向發展。並於Facebook發文表示：“他們是台灣人，不管在世界哪一個角落，每一個台灣人的安全和權利，政府都有責任給予最充分的保障。對於肯亞警方以暴力威逼國人，以及中國大陸方面強制押人遣送的做法，民進黨提出最嚴厲的譴責和最強烈的抗議。北京當局無權代表我方處理涉及台灣人民的遣送事宜，更不應以強制手段將台灣人民押送中國。如果，台灣人民涉及海外犯罪問題，應押解回台依法審判。”[21]
- 4月12日，法务部长罗莹雪批评有人用人权观念以及保护国人民族意识的观念来模糊焦点，表示台湾会保障人权、保护国人，但不会袒护犯罪。擇日将派两位资深的检察官赴中國大陸交涉案情。[22]
- 4月13日，中華民國外交部發布新聞稿表示，肯亞警方未遵照肯亞地方法院判決及高等法院簽發的禁制令，強制拘留已獲判無罪釋放的二十三名國人，及違反另案遭逮捕的二十二名國人意願，以該國是遵從「一中原則」為由，逕將國人強送至中國大陸，表達嚴正抗議，並要求肯亞政府提出合理說明。
- 4月13日，立法院召開肯亞案相關質詢，黃國昌、羅致政、陳其邁等出席立委與座[23][24]。羅致政在會中提出依法務部見解，主張臺灣不屬中國也會被擄。而黃國昌則引用聯合報的報導，《法部高層:在哪犯罪就在哪偵辦。》提出四個選項給陸委會選擇。分別為引渡、遣返、刑事管轄權移轉、非法搶人。痛批其散播錯誤法律概念。
- 4月14日，立法院原欲於九時招開司法與法制委員會，出席立委則在會中連番質詢羅瑩雪，法務部，陸委會其案相關議題。黃國昌於上午質詢其與被中國發布紅色通緝的巴拿馬台籍跳樓者欲被送往古巴時，羅只淡淡回了一句:「我們要趕快討論了解狀況(時)，然後他就死掉了。」而時至中午，段宜康向主席要求下午二時繼續召開。而原議題作罷[25]。而下午的議程，立委賴瑞隆質詢林輝煌次長為什麼新聞稿寫犯罪被害人與事證都在中國大陸，勿流於民粹， 而副司長戴東麗和林輝煌兩人将责任推給不在場的陳明堂次長。
- 4月20日，調查局歐陽敏昌研究員在跨部門會議上向黃國昌表示，2月16日會議上針對菲律賓洪某遣返事件中，1月14日公安部港澳台辦公室龔處長在飛機遣返起飛前的二十分鐘請我方通報公安部。戴東麗副司長則說隱約有聽到。[26]
- 4月21日，法務部於4月20日組成協商團欲前往被中方以未準備好為由阻撓。羅瑩雪則並不看好成果。[27][28]成員僅在看守所中控室透過監視錄像探視犯嫌，未接觸。[29]晚上九時。台欲要求遣返犯嫌，但遭拒絕，同意共同偵辦。[30]

### 
肯尼亚政府表示，由于这些人在肯尼亚属于非法入境，故而会遣送回抵达肯尼亚前的出发地，也就是中国大陆。此外官方也否認攻堅時有打破拘留所牆壁，並投以催淚彈，強行將15名被拘留台灣人遣送中國大陸的說法。

### 美国
由於遣送的嫌疑人中有一人持有美国国籍，美国国务院发言人麦克·托纳在例行记者会上表示，正在针对肯尼亚的遣送政策，了解具体的情况。

## 後續發展
台灣立法院擬修法杜絕詐騙氾濫被輕判，但法界有不同解讀。

### 相關案例
中国大陆和马来西亚在2016年3月在当地一同查获5处电信诈欺机房，逮捕嫌犯119人，其中台湾籍52人，大陆籍65人，马来西亚籍2人。4月15日，中華民國行政院緊急協調相關部門與中國、馬國溝通後，將其中20名台人遣返回台，20名涉詐成員當晚回台後，刑事局派20名警力到機場盤查，但因罪證已交中國，缺乏具體事證，下機確認身分帶往各警局了解後，即讓他們回家。 国台办表示抗议，而陆委会则表示已成立专案小组，并准备派遣人员赴大陆商讨建立未来两岸合作打击跨第三地犯罪案件通案处理模式。
2016年4月21日，台中警方將馬來西亞詐騙案中18名被認為有確切事實及再犯之虞者收押，另兩名因否認犯罪而限制出境。
2016年4月30日，马来西亚将涉电信诈骗的32名台湾嫌犯遣送至大陆，台表示抗议及深切遗憾，行政院长张善政召集法务部、陆委会研商，尽速与大陆协商。
2016年6月中旬以來，中國公安機關與柬埔寨警方展開3次偵辦行動，緝捕電信詐騙犯罪嫌疑人40名（台灣25名，大陸14名，柬埔寨1名），「受害人均為大陸民眾」。6月24日下午5時左右25名台灣人被柬埔寨政府遣返大陸。
2016年8月4日，印尼警方在雅加達逮捕了31名電信詐欺嫌犯，其中11人是台灣人。
2016年8月5日，肯亞案5名台灣人被指控涉嫌非法利用電信網絡、實施和參與有組織的詐騙犯罪，審判主審法官認為，案件所出示的證據不足以定罪，判無罪遣返。法庭判決後，肯亞警方將全部嫌疑人羈押至警局安置，把中國大陸使館與台方人員都趕離現場。
2016年8月8日，中國大陸專機在中原時間清晨4點30分起飛，將肯亞案5名台灣人全部遣送中國。
2016年8月26日，78名台灣人在亞美尼亞疑涉電信詐騙，被亞美尼亞警方查扣護照與通信器材並限制人身自由，中華民國外交部透過駐俄代表處及委任律師前往亞美尼亞了解情況，但亞美尼亞卻拒發簽證給外交人員。
2016年9月7日，亞美尼亞的台灣嫌犯被強行遣送中國，台灣的陸委會接獲大陸方面通知後表示，立即向中國大陸方面表示遺憾並嚴正抗議。
2016年10月27日，馬來西亞警方會同中國大陸公安逮捕並拘留涉及跨境電信詐欺台灣嫌犯21人及中國大陸籍6人。
2016年11月29日，馬來西亞將21名台灣嫌犯強制遣送中國大陸。
2017年12月15日，西班牙国家法庭决定让121名中国大陆和台湾电信诈骗嫌犯引渡至大陆，无视中華民國政府方面的抗议。

## 审判
2017年12月21日，北京市第二中级人民法院依法对该案进行公开宣判，对涉案的被告做出重判。审判分三轮。首批33名被告中有13名是台湾人，而张凯闵、林金德两名台湾籍主嫌被判有期徒刑15年。第二批17名被告中有徐伟伦等9人是台湾人，分别获有期徒刑1年9个月到3年不等，并处罚金。第三批有22人是台湾人，获刑3至13年不等。

## 相关事件
2011年2月7日，菲律賓破獲跨國詐騙集團，成員包括兩岸，其中台籍佔14名。由於被害人為中華人民共和國公民，菲律賓政府應中國大陆之要求，移送台灣嫌犯至大陸，引發台湾朝野譁然。但中华民国前副總統呂秀蓮指出，整起案件是「不涉主權的跨國犯罪行為」，而且如果要是真的遣送回台，台灣恐怕也是無法可罰，最後還是只能釋放；她呼籲各界理性思考，不應意識形態化。